# Signiphoridae
Signiphoridae (лат.) — семейство паразитических наездников надсемейства Chalcidoidea подотряда стебельчатобрюхие отряда перепончатокрылые насекомые. Размеры мелкие (1-5 мм). Крылья с сильно редуцированным жилкованием. Усики 5-7 члениковые. Проподеум с характерной крупной треугольной срединной областью.

## Биология
Паразиты Coccoidea и Aleyrodidae (Homoptera), пупариев двукрылых насекомых (Diptera), гиперпаразиты Encyrtidae.

## Распространение
Имеют космополитное распространение с наибольшим разнообразием в Неотропике. В европейской фауне около 10 видов.

## Классификация
Мировая фауна включает 4 рода и около 134 вида, в Палеарктике — 4 рода и 14 видов. Фауна России включает 2 рода и 4 вида наездников этого семейства.
- Chartocerus Motschulsky, 1859 (30 видов)
- Clytina Erdös, 1957 (1 вид)
- Signiphora Ashmead, 1880 (40 видов)
- Thysanus Walker, 1840 (4 вида)

## Палеонтология
В 2020 году описан первый ископаемый представитель семейства Signiphoridae.
- Chartocerus azizae Burks, Woolley, Kesbeh, Eldridge & Dal Molin, 2020 — Балтийский янтарь (эоцен; 36,7—48,5 млн лет)